# Helge å

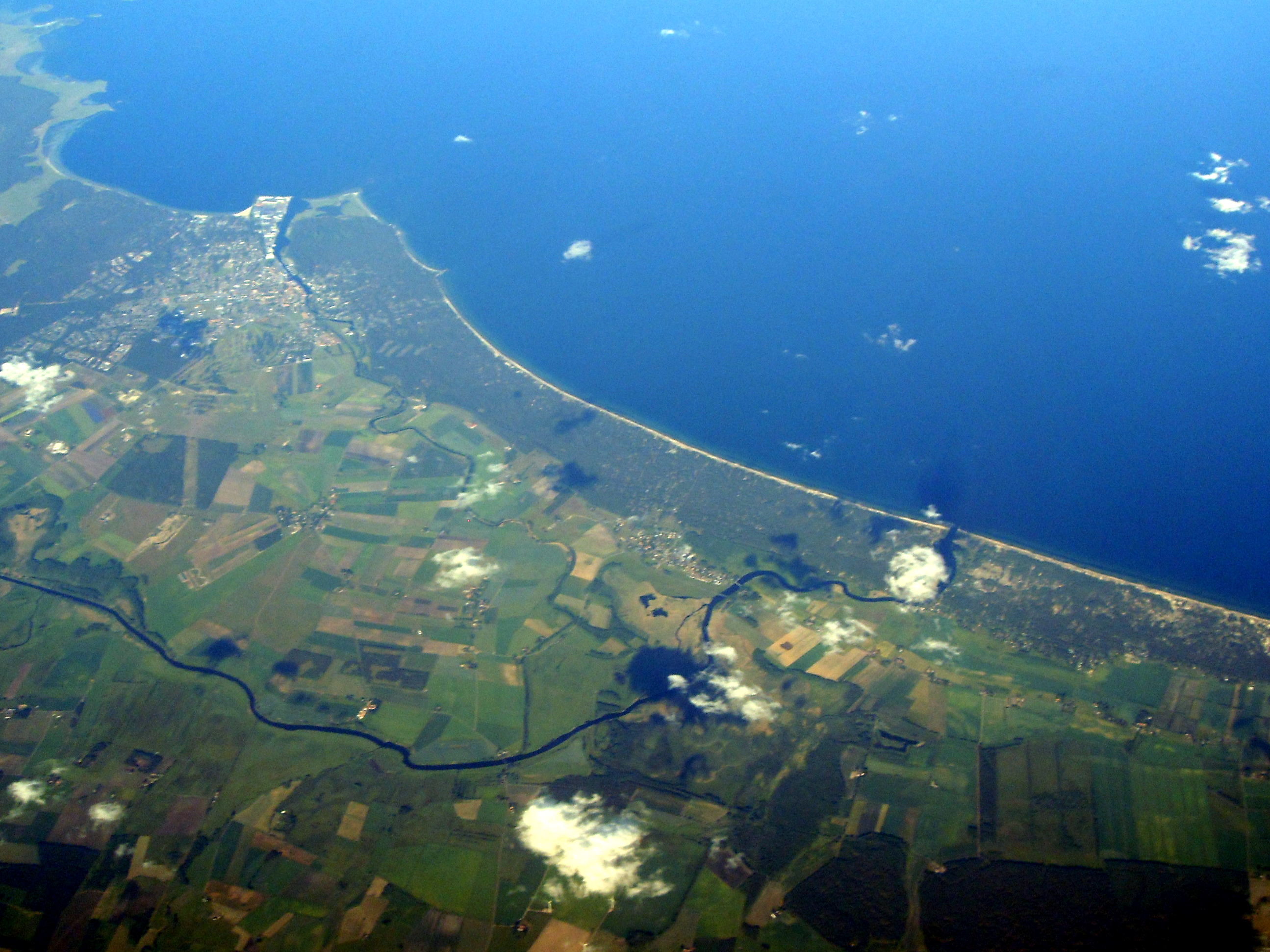
Luftbild der Helge å in der Nähe ihrer Mündung: Man erkennt neben dem Hauptarm den Seitenarm Graften, der in Åhus in die Hanöbucht mündet.

Die Helge å oder Helgeån ist ein Fluss in Schweden. Östlich von Älmhult durchfließt er mehrere kleine Seen in Småland und mündet bei der Hanöbucht in die Ostsee. Er ist eines der schwedischen Ramsargebiete.
Der Fluss hat eine Länge von insgesamt etwa 200 Kilometern, die Fallhöhe beträgt 160 Meter. Durch einen Abfluss von 45 m³/s im Jahresmittel ist es möglich, den Helge å für die Energiegewinnung zu nutzen. In seinem Lauf wurden acht Wasserkraftwerke errichtet, die eine Gesamtjahresleistung von 110 GWh liefern.
Der Verlauf des Flusses führt zunächst durch mehrere kleine Seen gen Westen, dann in Richtung Süden, vorbei an den südschwedischen Städten Osby, Broby und Kristianstad. Dort mündet die Helge å in den See Hammarsjön, verläuft dann weiter in Richtung Yngsjö, wo sich der Fluss bei Härnestad schließlich aufgabelt. Nach Åhus verläuft ein Teil als Fluss Graften und mündet im dortigen Hafen in die Ostsee. Im Hauptverlauf mündet die Helge å in die Hanöbucht.
Ursprünglich lag die Mündung der Helge å bei Åhus. Im Jahr 1775 suchte sich der Fluss jedoch nach einer Schmelzwasserflut und einem darauffolgenden missglückten Entwässerungsunternehmen ein neues Bett und hat seither seine Hauptmündung beim Gropahålet nahe Yngsjö.